# دنت فاور
دنت فاور (به لاتین: Dent Favre) یک کوه در سوئیس است که در کانتون وله واقع شده‌است. دنت فاور ۲٬۹۱۷ متر بالاتر از سطح دریا واقع شده‌است.